# Cray UNICOS
UNICOS est un système d'exploitation de type Unix développé dans les années 1980 et 1990 par la société Cray pour ses superordinateurs. UNICOS est le successeur du système Cray Operating System (COS) réalisé à la fin des années 1970 par la même société.

## Historique
La version originelle d'UNICOS est basée sur la version 2 d'Unix System V,.
Les premières versions sont déployées dans les Laboratoires Bell dans lesquels les développeurs d'Unix, dont Dennis Ritchie, ont implémenté plusieurs technologies initialement développées pour Unix version 8 (en). Des améliorations de la pile TCP/IP provenant de Berkeley Software Distribution version 4 ont également été intégrées au système.